# Valle di Anterselva
La Valle di Anterselva (Antholzer Tal o anche solo Antholz in tedesco) è una valle dell'Alto Adige, precisamente una perpendicolare della Val Pusteria e parallela della valle Aurina, che parte dal paese di Valdaora fino a raggiungere il passo Stalle (2.052 m s.l.m.).

## Geografia

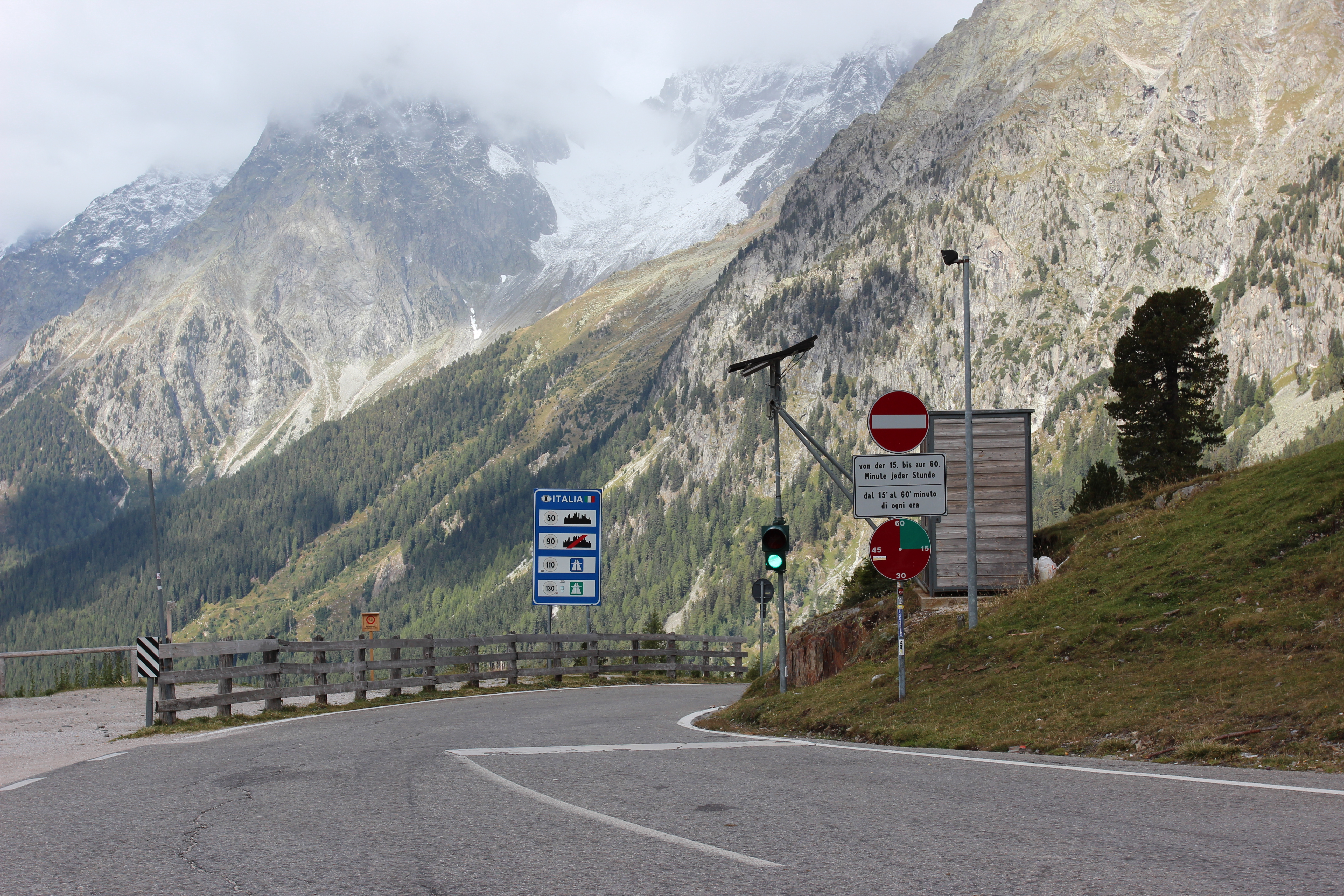
Passo Stalle

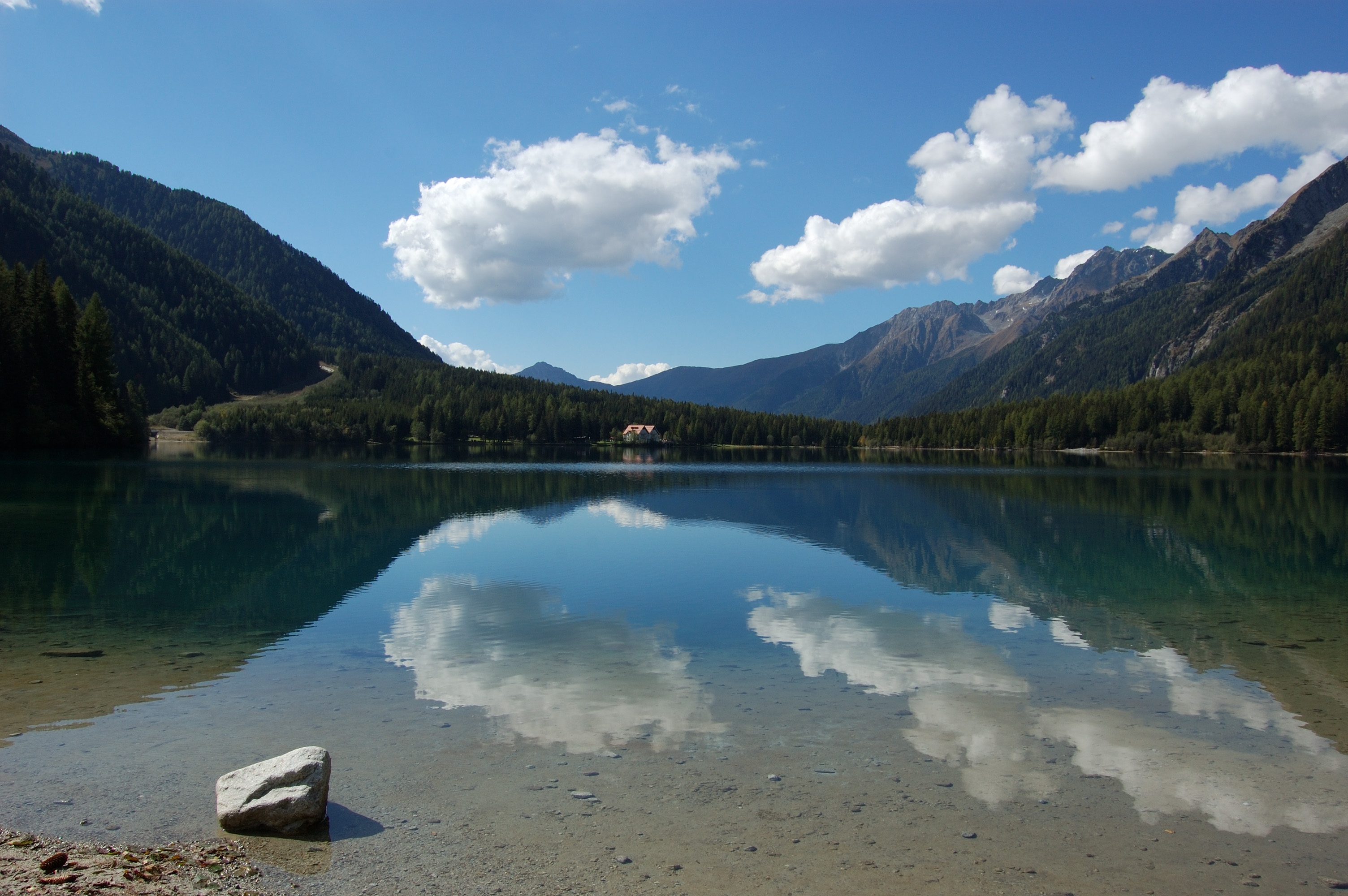
Lago di Anterselva

Le cime della vallata raggiungono le quote massime di 3.400 metri, alla fine della vallata si trova un bellissimo esempio di lago alpino, il lago di Anterselva, a 1.642 metri sul livello del mare. Superato il lago e il passo Stalle, si passa in Austria, giungendo nella val Defereggen (aperto a tempo determinato solamente in estate, fra i 30' e 45' dal lato italiano verso l'Austria e fra i gli 00' e 15' dal lato austriaco verso l'Italia. La valle confina col parco naturale Vedrette di Ries - Aurina, che ha tra le altre cime quelle del monte Collaspro (a 3.273 metri) e del monte Collalto (a 3.436 metri).

### Principali centri abitati
La valle comprende i centri abitati di Rasun di Sotto, Rasun di Sopra, Nove Case, Anterselva di Sotto, Anterselva di Mezzo e Anterselva di Sopra, tutti raggruppati nell'unico comune di Rasun-Anterselva.

## Sport

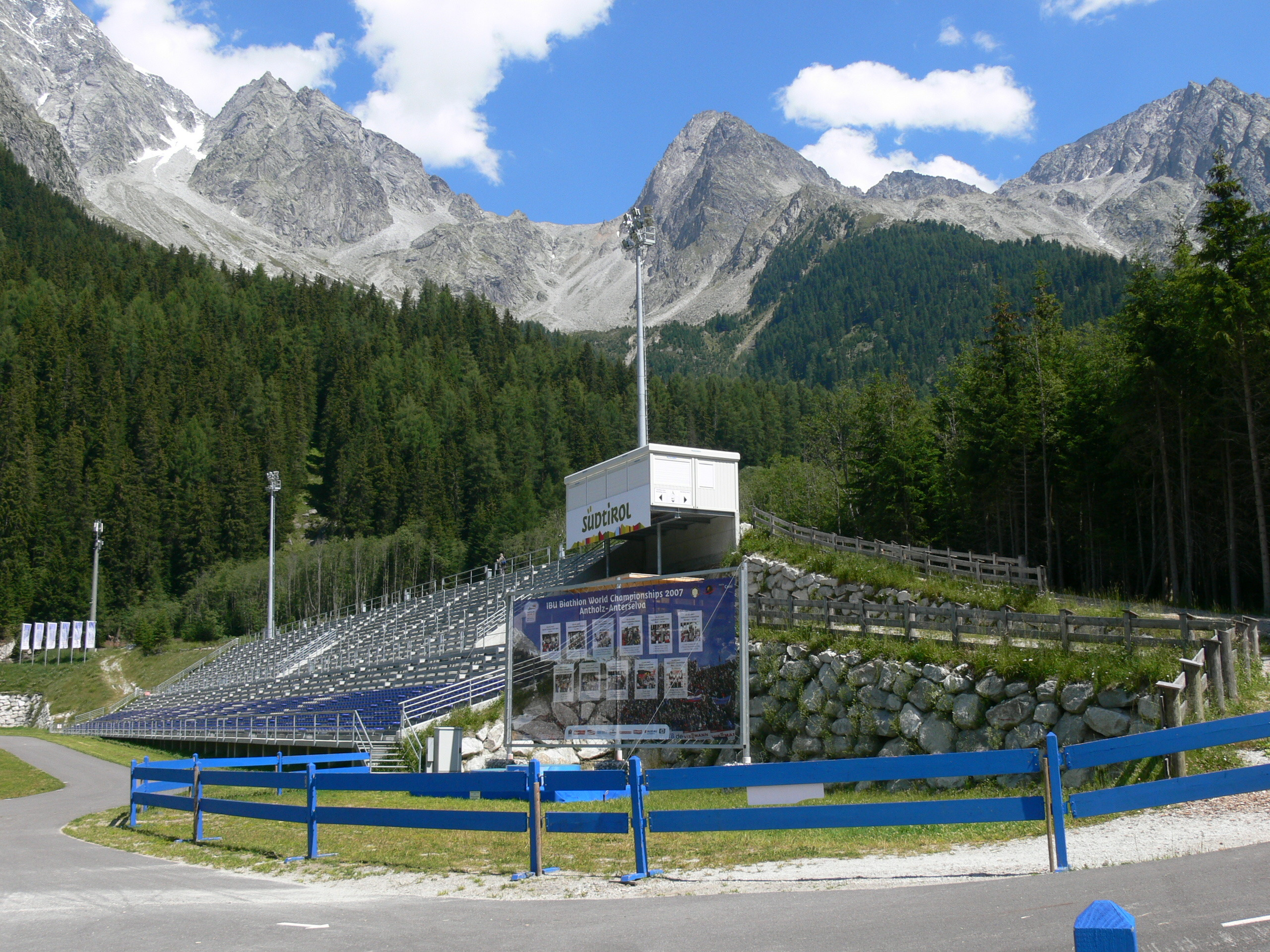
Arena Alto Adige

### Sci di fondo
Nella valle, lo sci di fondo è l'attrattiva maggiore, anche se esistono alcune piste da sci da discesa.

### Biathlon
Oltre allo sci, anche il biathlon è un importante sport praticato nella valle, infatti già nel 1975 ci furono le prime competizioni mondiali. Questo fu possibile grazie all'impegno di Paul Zingerle.
In vista dei campionati mondiali di biathlon 2007  si è provveduto al rinnovamento totale e all'ampliamento dello stadio del biathlon. Fra il 1975 e il 2020 l'impianto ha ospitato sei edizioni dei campionati mondiali. Nel 2026 sarà sede delle gare di biathlon dei XXV Giochi olimpici invernali.

## Sbarramenti in valle di Anterselva

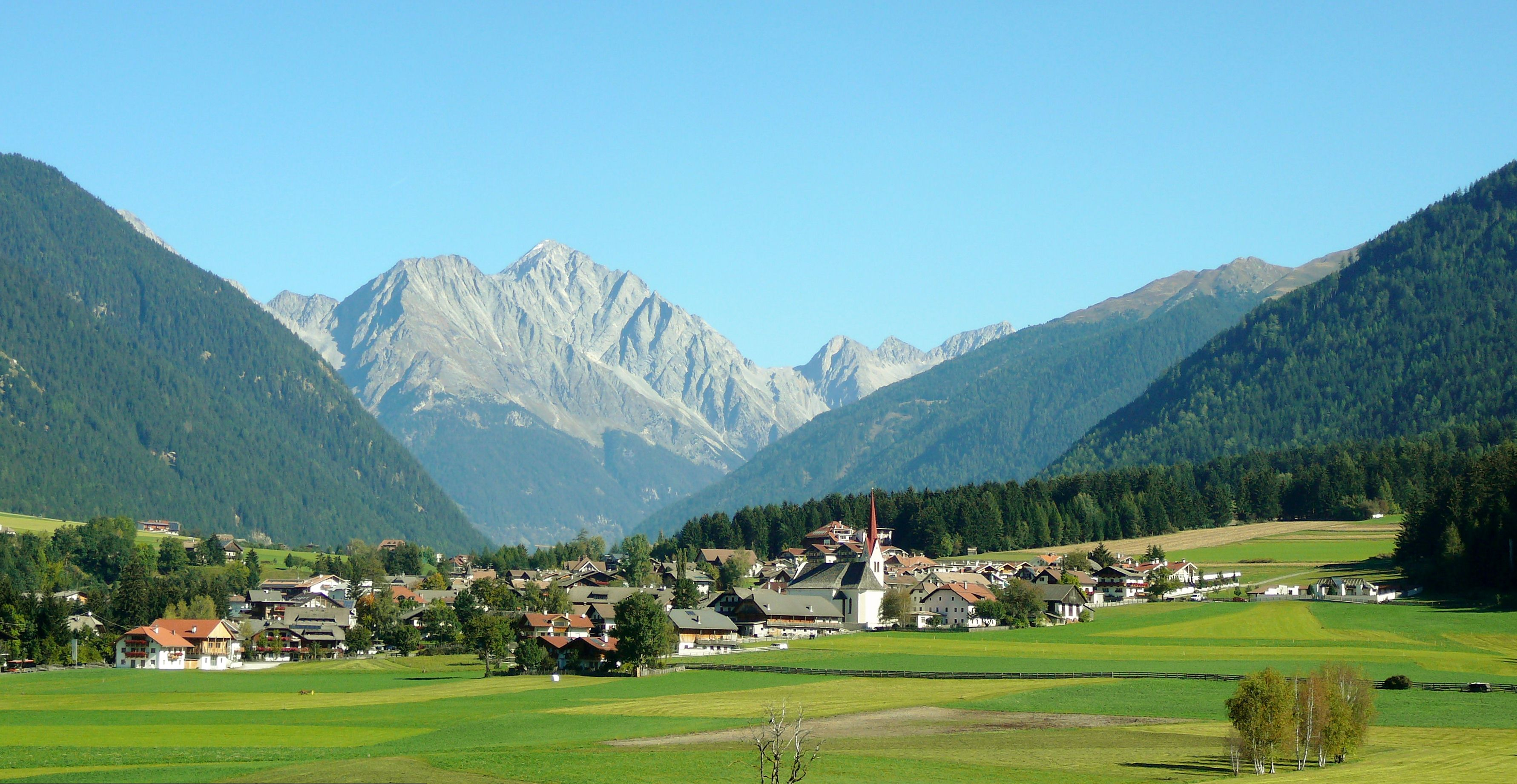
Rasun-Anterselva

Dato che l'accesso alla valle per il passo Stalle (Staller Sattel) da parte della Germania nazista era considerato dall'Italia fascista una delle molteplici possibilità di invadere il territorio nazionale, la valle di Anterselva fu provvista di addirittura due diversi sbarramenti facenti parte del Vallo alpino in Alto Adige.
- Il primo era situato attorno al lago di Anterselva;
- Il secondo invece presso il centro abitato di Anterselva di Mezzo;

Insieme andavano a costituire lo sbarramento Anterselva Mezzavalle-Lago di Anterselva;